# Чернівці (жудець)
Жудець Чернівці (рум. Județul Cernăuți) — адміністративно-територіальна одиниця Румунського королівства з центром у місті Чернівці, що існувала у Північній Буковині з 1918 до 1938 року та в 1941–1944 роках.

## Історія
Румунське королівство вступило у Першу світову війну з метою приєднання нових земель і створення «Великої Румунії». Чи не найважливішим об'єктом її зазіхань були етнічні українські землі Буковини.

Після розпаду Австро-Угорщини землі Герцогства Буковина стали предметом україно-румунських територіальних суперечок. Королівська Румунія, нехтуючи волевиявленням українців Буковини та незважаючи на домовленості щодо поділу колишнього коронного краю Габсбурзької монархії за етнічною ознакою більшості населення, у листопаді 1918 року розпочала військову операцію та у підсумку анексувала Північну Буковину. 

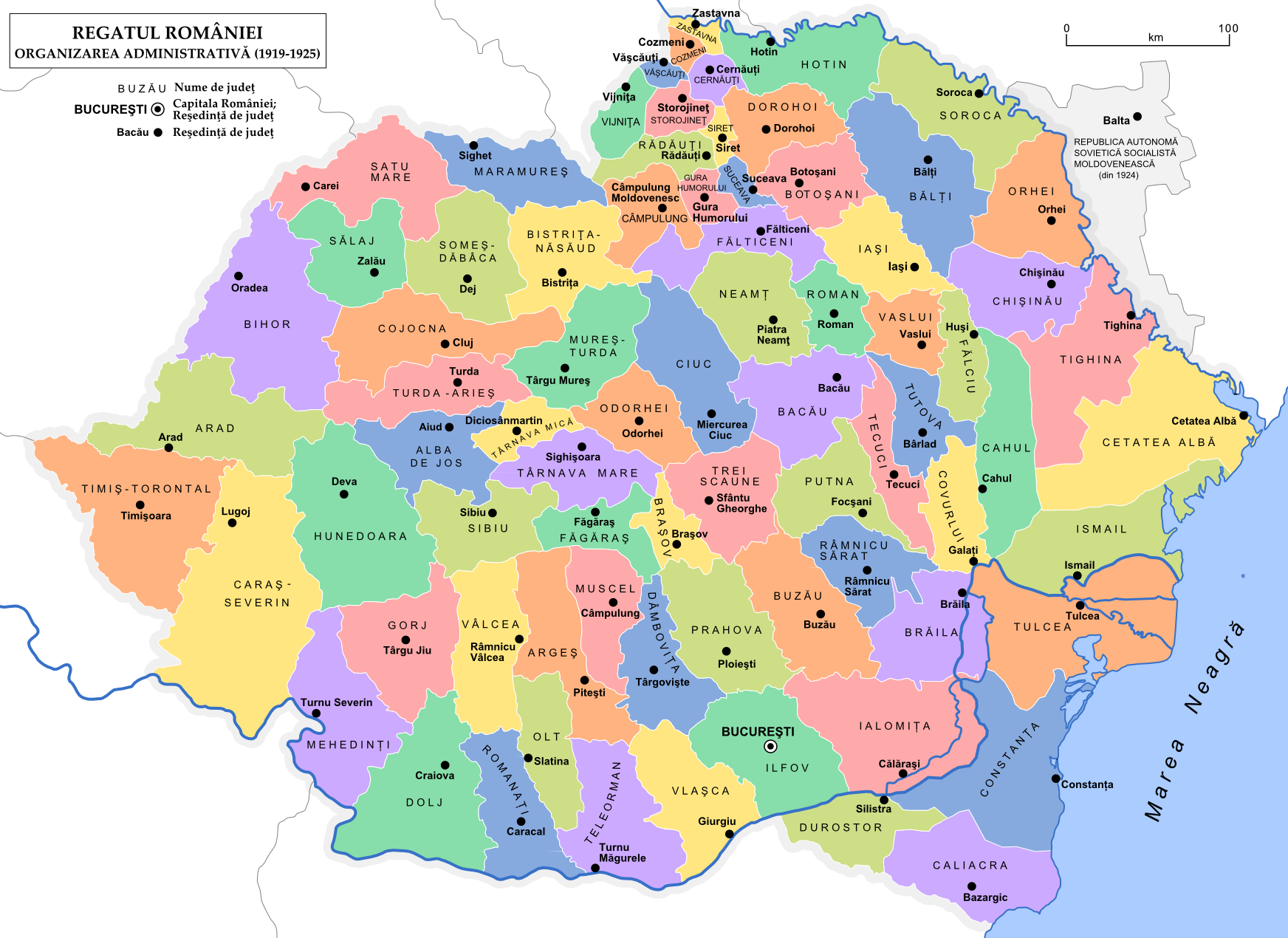
Адміністративно-територіальний поділ Королівства Румунія (1919-1925)

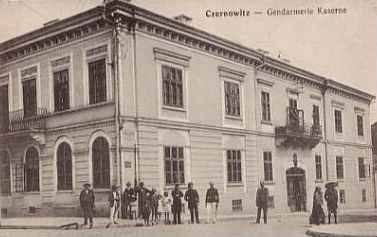
Будівля префектури жудця Чернівці міжвоєнного періоду

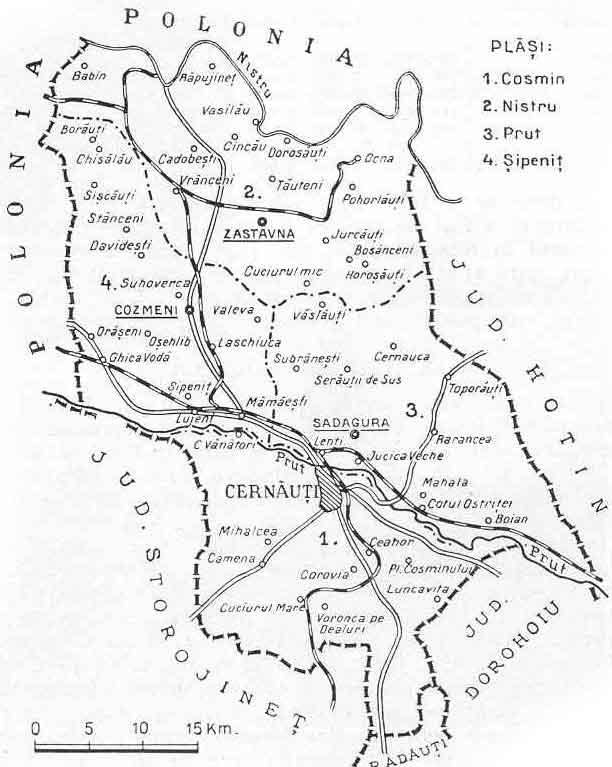
Карта повіту з положенням і назвами плас у 1938 р.

28 листопада 1918 року румунський окупаційний режим на Буковині сфабрикував рішення т. зв. Генерального Конгресу Буковини під головуванням Янку Флондора, який складався виключно з румунів, про об'єднання всієї Буковини з Румунією. 18 грудня 1918 року указом № 3715 з питань управління Буковиною (який практично зберіг  австрійський адміністративно-територіальний поділ) на базі Чернівецького повіту було утворено жудець Чернівці.

1925 року згідно з Законом про адміністративну уніфікацію від 14 червня 1925 року територія жудця збільшилася на півночі за рахунок розформованих Заставнівського і Кіцманського жудців.

1938 року жудець було скасовано, а його територію разом із територіями ліквідованих Дорохойського, Кимполунгського, Радівецького, Сторожинецького, Сучавського і Хотинського повітів включено до складу новоутвореного цинута Сучава.

1940 року внаслідок Пакту Молотова — Ріббентропа та радянського ультиматуму від 26 червня 1940 р. у Північну Буковину ввійшли радянські війська, після чого її було включено до складу СРСР на правах Чернівецької області УРСР. У липні 1941 р. Румунія, вже як союзниця нацистської Німеччини, повторно окупувала Північну Буковину, після чого відновила Чернівецький жудець, зарахувавши його до складу губернаторства Буковина. Проте у серпні 1944 р. Радянська Армія відвоювала Північну Буковину, а Паризькими мирними договорами 1947 р. було підтверджено кордони станом на 1 січня 1941 р.

## Географія
Жудець містився у Північній Буковині, на території нинішньої Чернівецької області. До Другої світової війни він прилягав до румунсько-польського кордону і на півночі межував із польським Станиславівським воєводством, на півдні — зі Сторожинецьким, Радівецьким і Дорохойським повітами, на сході — з Хотинським повітом, а на заході — зі Станиславівським воєводством і Сторожинецьким повітом.
У 1941–1944 роках жудець Чернівці у зв'язку з ліквідацією Польщі нацистською Німеччиною межував на ділянці колишнього румунсько-польського кордону з дистриктом Галичина Генеральної губернії.

## Устрій
Територія повіту до 1938 р. поділялася на чотири пласи (райони):
1. Козмін (з осідком у муніципії Чернівці),
2. Ністру (з осідком у місті Заставна),
3. Прут (з осідком у місті Садгора)
4. Шипинці (з осідком у місті Кіцмань).

У 1941–1944 роках адміністративний поділ був таким:
- муніципій Чернівці (рум. Municipiul Cernăuți)
- місто Кіцмань (рум. Orașul Cozmeni)
- місто Садгора (рум. Orașul Sadagura)
- місто Заставна (рум. Orașul Târgu Nistrului)[5]
- пласа Чернівці (рум. Plasa Cernăuți)
- пласа Кіцмань (рум. Plasa Cozmeni)
- пласа Ністру (рум. Plasa Nistru)

## Населення
За даними перепису 1930, населення округу становило 305 097 жителів, із них 48,9% були українцями, 21,8% — румунами, 13,1% — євреями, 12,5% — німцями, 4,6% — поляками тощо. З конфесійного погляду, більшість мешканців були православними (78,1%), а релігійними меншинами були юдеї (9,1%), римо-католики (також 9,1%), греко-католики (1,9%) та ін.

### Міське середовище
Міське населення повіту становило 130 205 душ, із них євреїв — 29,1%, румунів — 25,9%, німців — 23,3%, українців — 11,3%, поляків — 7,5%, росіян — 1,6% та ін.
1930 року в населених пунктах повіту проживало таке населення: Чернівці — 111 147 мешканців, Садгора — 9 005 мешканців, Заставна — 5 038 мешканців, Кіцмань — 5 015 мешканців.

## Документальні матеріали

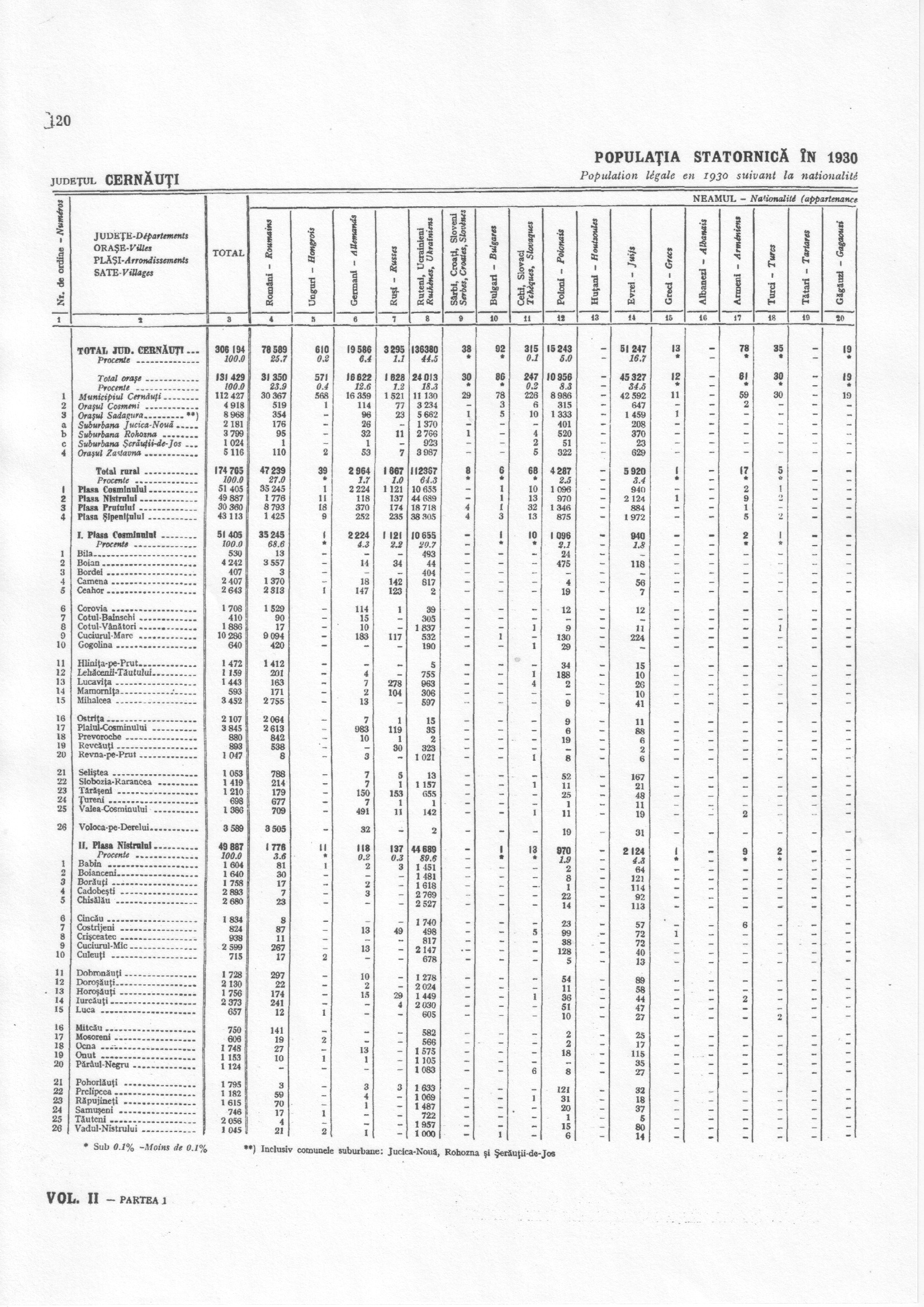
Населення повіту в 1930 році за національною ознакою та рідною мовою
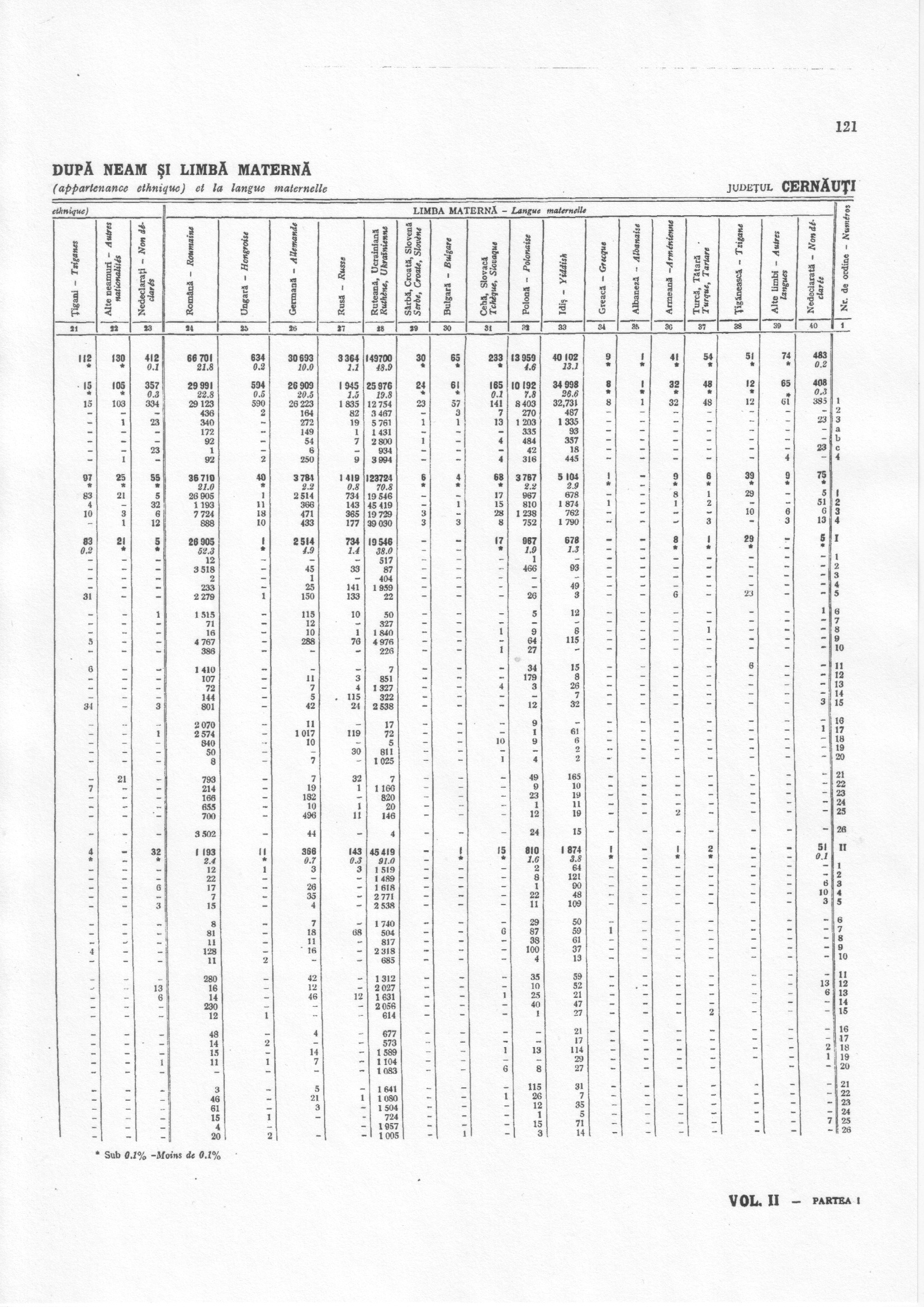
Населення округу в 1930 році за національною ознакою та рідною мовою
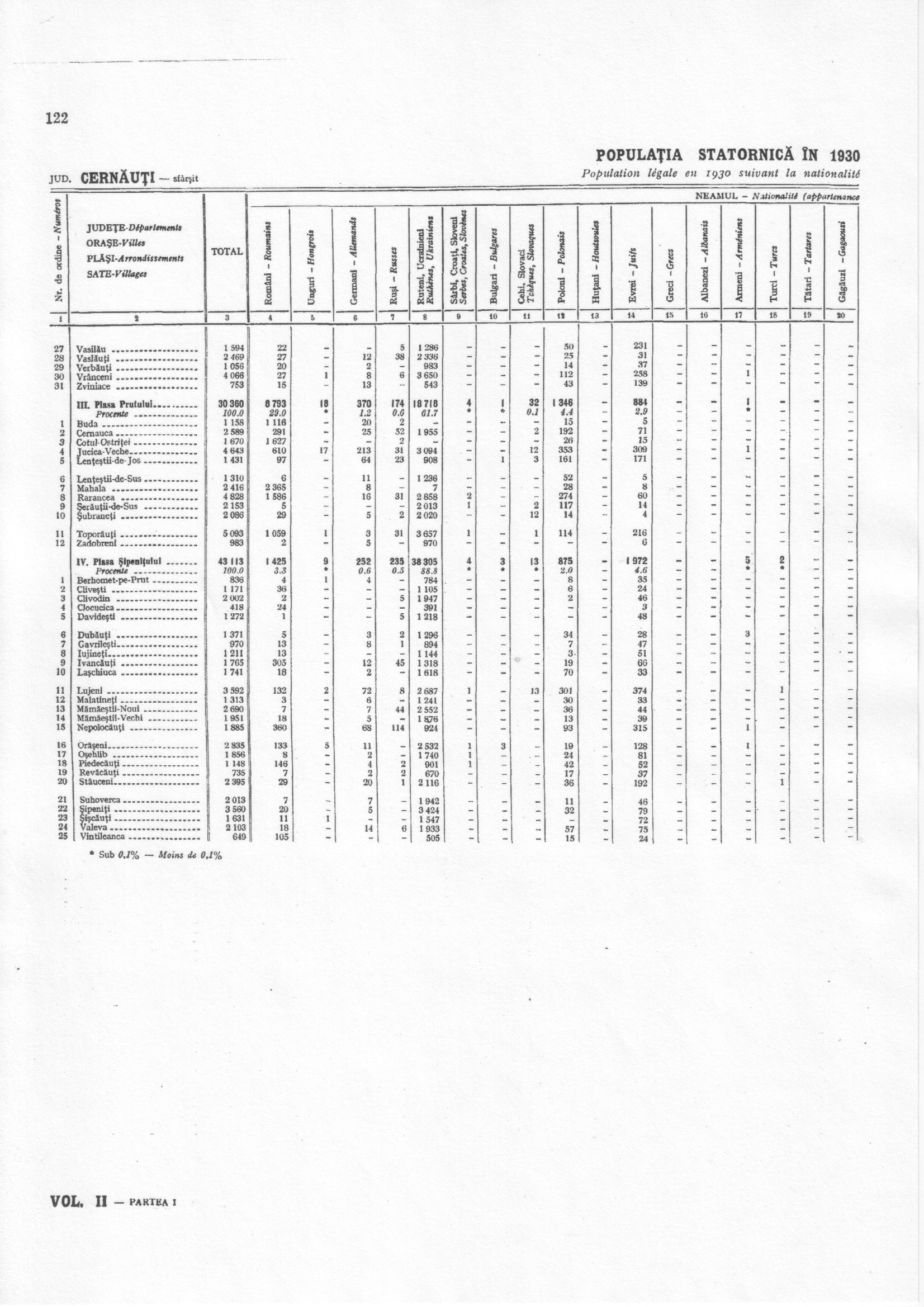
Населення округу в 1930 році за національною ознакою та рідною мовою
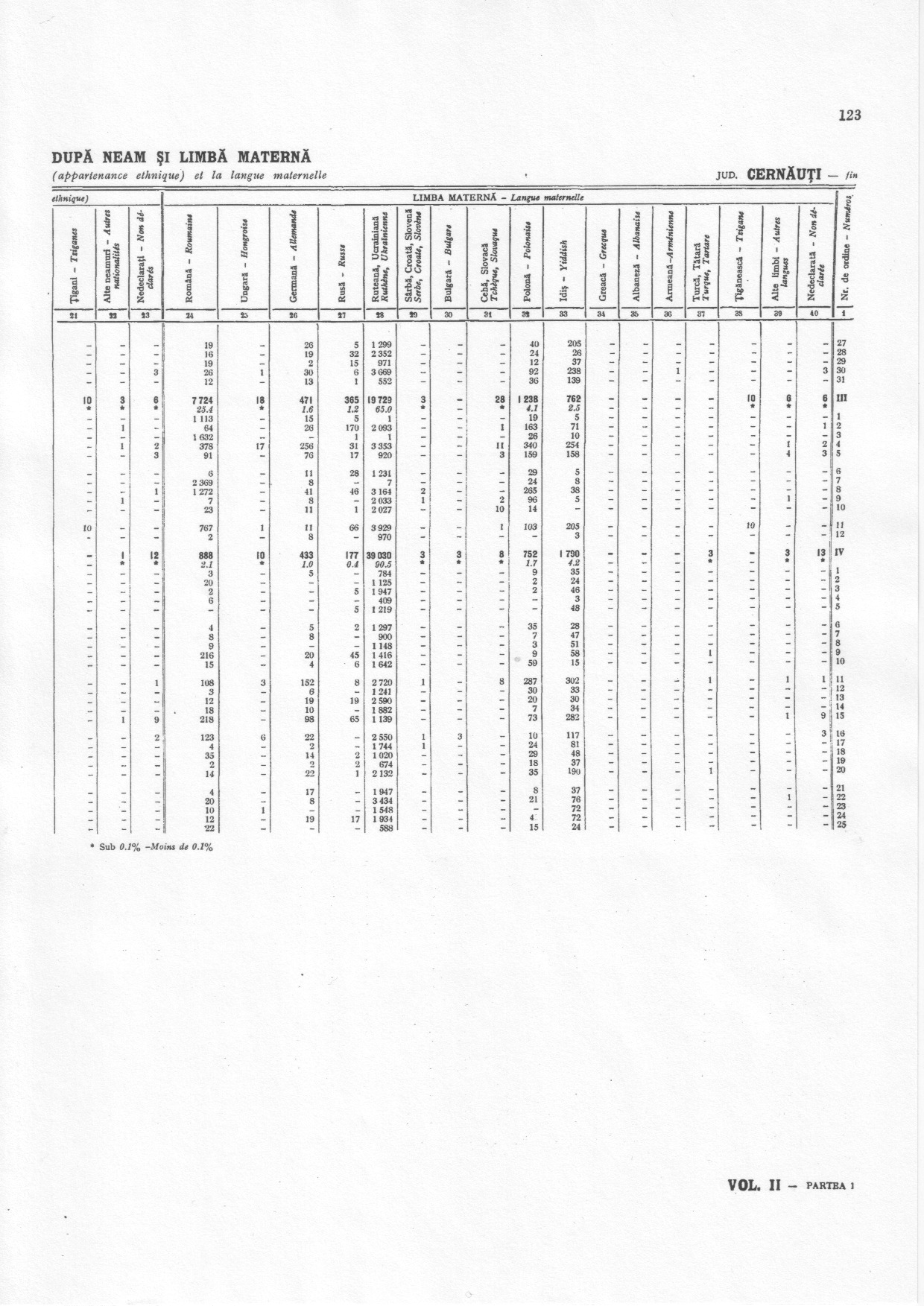
Населення округу в 1930 році за національною ознакою та рідною мовою
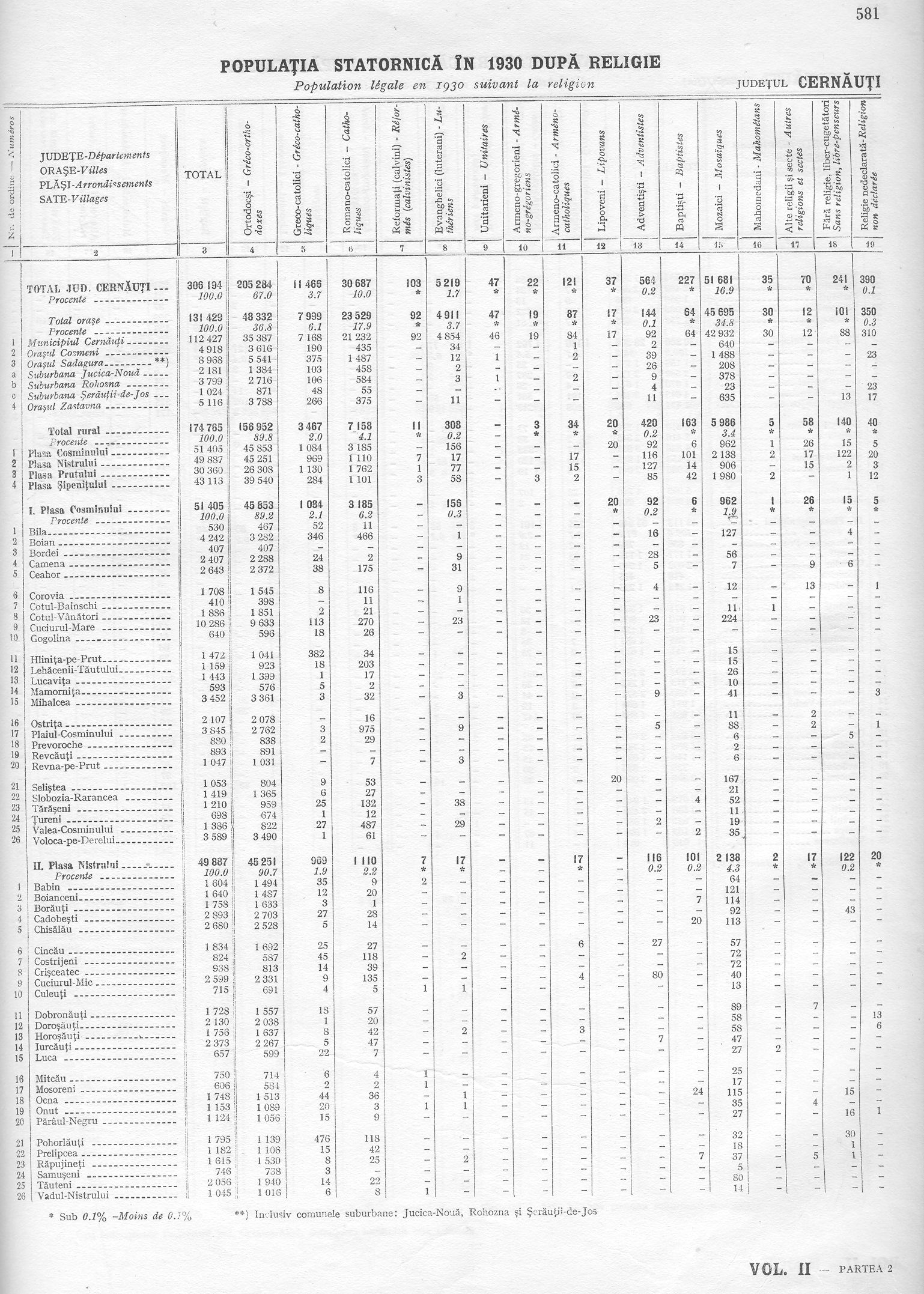
Населення повіту в 1930 р. за релігією
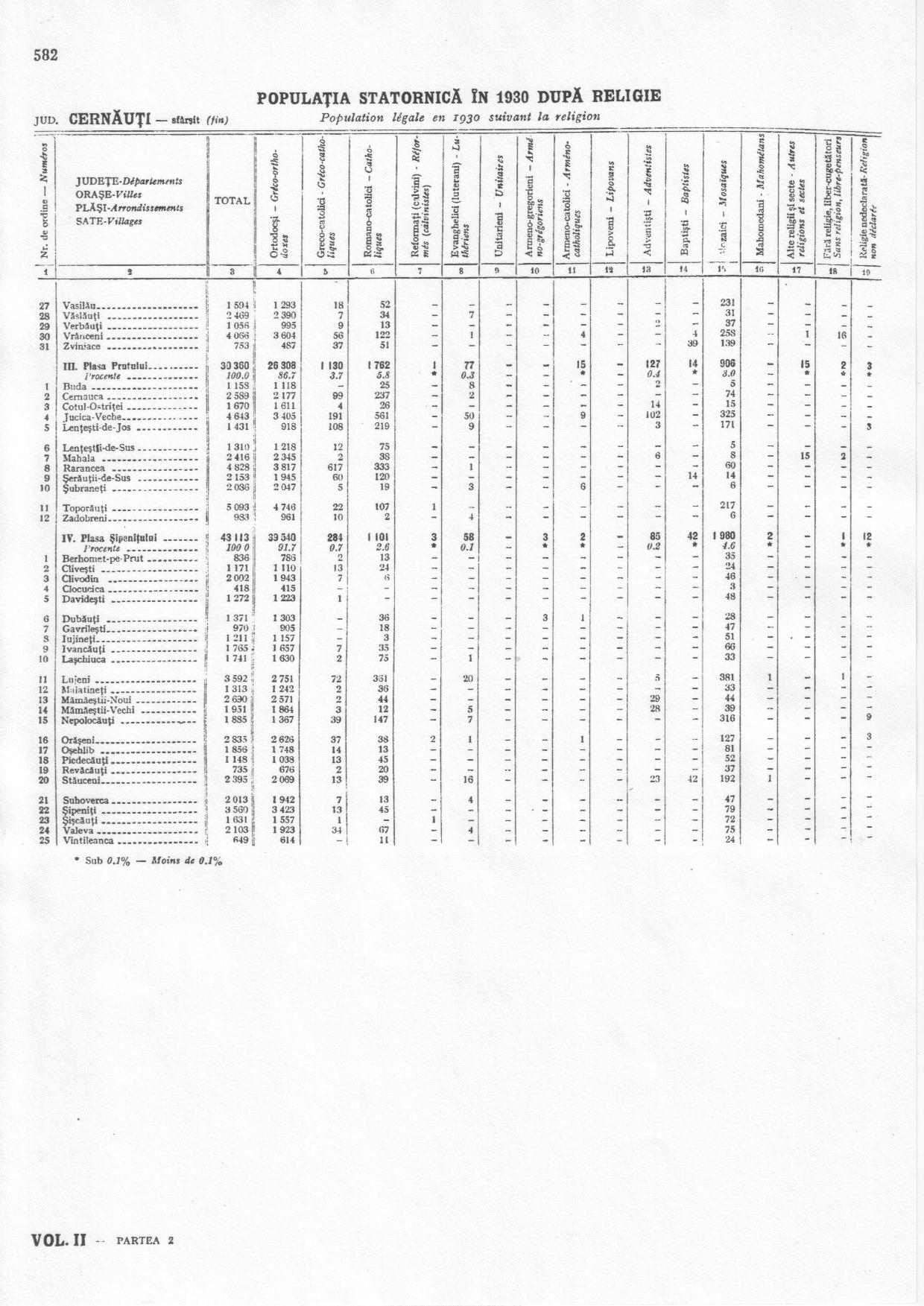
Населення повіту в 1930 р. за релігією